# Horst Mahler

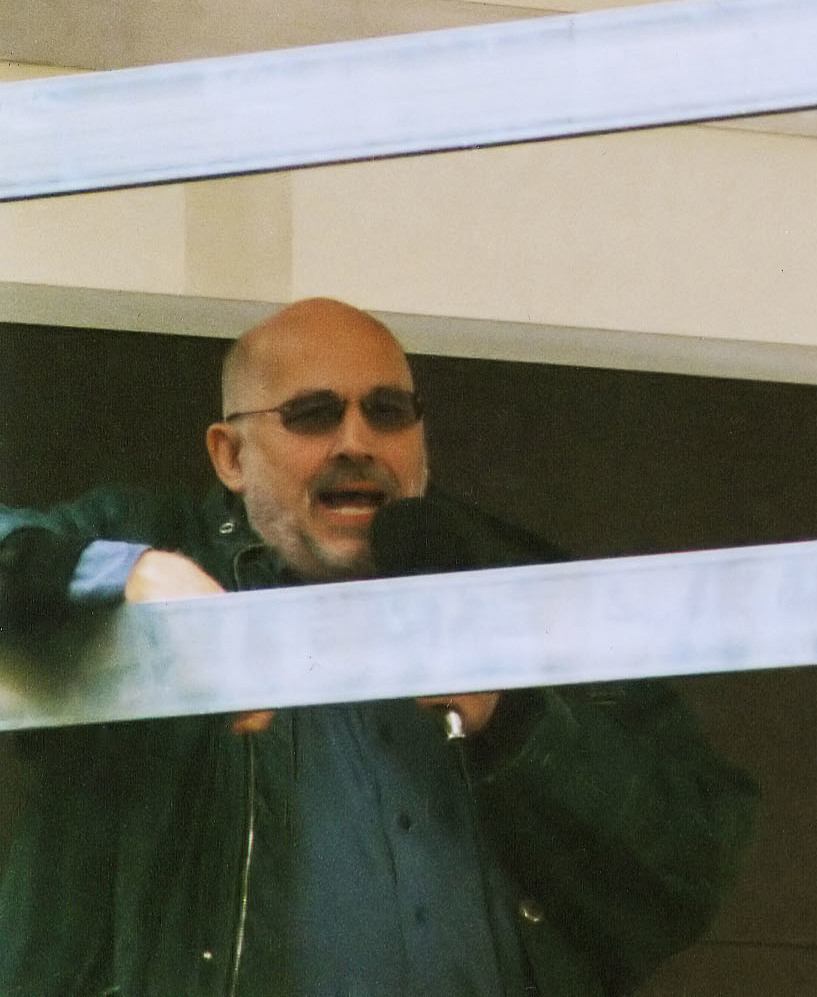
Horst Mahler, 2001

Horst Werner Dieter Mahler (* 23. Januar 1936 in Haynau, Niederschlesien; † 27. Juli 2025 in Berlin) war ein deutscher Rechtsanwalt, Linksterrorist und späterer Neonazi und Holocaustleugner.
Als Mitbegründer des Sozialistischen Anwaltskollektivs vertrat er viele Aktivisten der Studentenbewegung, darunter auch spätere Mitglieder der Rote Armee Fraktion (RAF), zu deren Gründern er 1970 zählte. Im selben Jahr wurde er verhaftet und danach zu 14 Jahren Freiheitsstrafe u. a. wegen Bankraubs verurteilt.
1975 lehnte er seine Freilassung im Austausch gegen den von der Bewegung 2. Juni entführten Peter Lorenz ab. Mahler selbst betonte immer wieder den Einfluss der Lektüre Hegels während seiner Haft, den er in seinem Sinne antisemitisch zu interpretieren versuchte. 1980 wurde Mahler auf Bewährung entlassen und 1987 wieder als Anwalt zugelassen.
Ab Ende der 1990er Jahre bewegte sich Mahler im rechtsextremen Milieu. Er war zeitweise Mitglied der NPD und vertrat die Partei auch in deren erstem Verbotsverfahren. Um die Jahrtausendwende war er einer der Köpfe des Deutschen Kollegs. Im Dezember 2003 veröffentlichte er die Verkündigung der Reichsbürgerbewegung. Wegen verschiedener Delikte, darunter Volksverhetzung (Holocaustleugnung, antisemitische und neonazistische Äußerungen) sowie Verwendens von Kennzeichen verfassungswidriger Organisationen, wurde er zu weiteren Geld- und Freiheitsstrafen verurteilt. Mit einer Unterbrechung von zwei Jahren war er von 2006 bis 2020 in Haft.
Mahler starb am 27. Juli 2025 im Alter von 89 Jahren in Berlin.

## Leben
Horst Mahler wurde als drittes von vier Kindern des Zahnarztes Willy Mahler (1900–1949) und dessen Ehefrau Dorothea Nixdorf (1901–1975) im schlesischen Haynau geboren. Sein Onkel war der SA-Führer Reinhold Nixdorf. In einem Interview mit dem israelischen Reporter Naftali Glicksberg berichtete Mahler, seine Mutter habe ihm unter Tränen erzählt, dass auch Juden unter seinen Vorfahren waren.
Mahler wuchs zunächst in Haynau auf. Im Februar 1945 floh die Familie vor der anrückenden Roten Armee aus Schlesien nach Naumburg/Saale. Dort besuchte Mahler die Salztorschule; im Mai 1945 zog die Familie nach Roßlau/Elbe, wo der Vater eine Niederlassungsgenehmigung als freier Zahnarzt erhielt. Im Februar 1949 beging der Vater, an schweren Depressionen leidend, Suizid. Nach eigenen Angaben hatte Horst Mahler ein traumatisches Erlebnis in seiner Jugend: Obwohl er im Elternhaus antikommunistisch beeinflusst gewesen sei, ließ er es 1949 als 13-Jähriger nach eigener Einschätzung aus opportunistischen Gründen zu, zum Vorsitzenden der FDJ-Gruppe an seiner Schule gemacht zu werden; dafür sei ihm zugesagt worden, dass er später studieren könne.
Im November 1949 zog die Familie nach West-Berlin in den Bezirk Schöneberg. Als Stipendiat der Studienstiftung des deutschen Volkes studierte Mahler Rechtswissenschaften an der Freien Universität Berlin und war dort 1953/1954 Mitglied der pflichtschlagenden, farbentragenden Studentenverbindung Landsmannschaft Thuringia Berlin. Er stellte dort bereits im November 1956 beim Abschlussconvent den Antrag, aus der Thuringia auszutreten, um der SPD beitreten zu können. Dies lag daran, dass die SPD im Jahre 1954 die Unvereinbarkeit der Parteizugehörigkeit mit einer Mitgliedschaft in schlagenden Verbindungen beschlossen hatte.
1957 trat er in die SPD ein. Als Mahler auch dem Sozialistischen Deutschen Studentenbund beitrat, folgte 1961 der Parteiausschluss durch die SPD gemäß einem entsprechenden Unvereinbarkeitsbeschluss. Mahler wollte 1962 Journalist werden und sandte ein Manuskript an Die Zeit. Darin setzte er sich kritisch mit Helmut Schmidts (SPD) Verteidigungspolitik auseinander und forderte einen Austritt Deutschlands aus der NATO. Das Manuskript wurde nicht gedruckt.
Nach bestandenem Assessorexamen gründete Mahler 1964 eine Anwaltskanzlei in West-Berlin und spezialisierte sich auf die mittelständische Wirtschaft. Zuvor hatte er in der Kanzlei des prominenten Strafverteidigers Dietrich Scheid gearbeitet, der in späteren Prozessen sowohl den SDS vertrat als auch dem Verleger Axel Springer als Rechtsbeistand diente. Einer größeren Öffentlichkeit wurde Mahler ab 1964 als Verteidiger im landesweit beachteten Thyssen-Bank-Prozess bekannt. Mit einer Beschwerde gegen die überlange Untersuchungshaft von vier Jahren des später zu 6,5 Jahren verurteilten Finanzmaklers Karl-Heinz Wemhoff (1927–1975) war er 1966 als erster deutscher Anwalt beim Europäischen Gerichtshof für Menschenrechte in Straßburg erfolgreich. 1966 unterstützte er eine Initiative des Historikers Joseph Wulf, die Villa der Wannseekonferenz in eine Gedenkstätte umzuwandeln.

### Vom SDS zur RAF

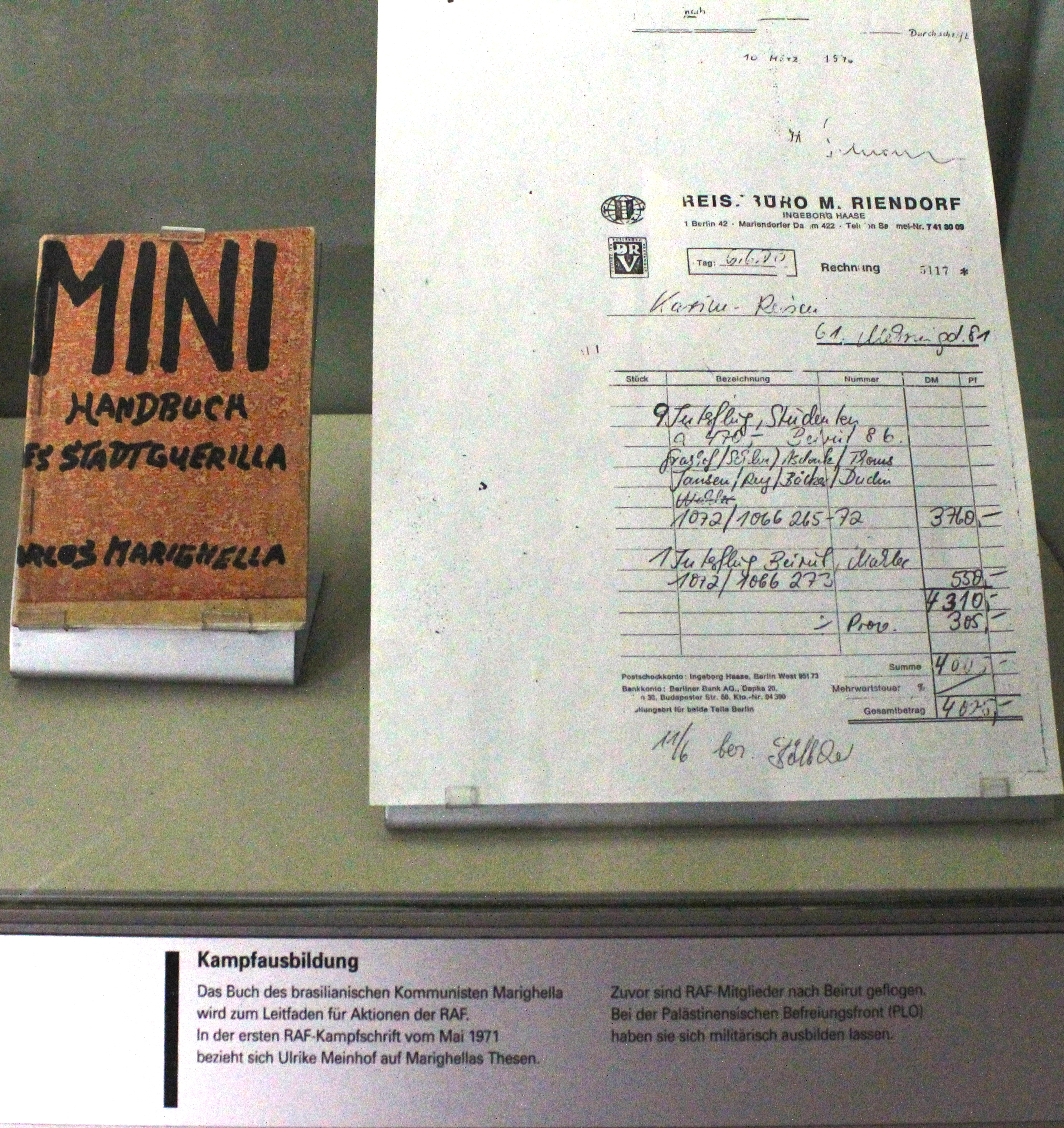
Am 6. Juni 1970 flüchtete Mahler mit 9 RAF-Mitgliedern über Beirut zur Kampfausbildung nach Jordanien. Reisequittung im Haus der Geschichte in Bonn

Ab 1964 engagierte er sich in der außerparlamentarischen Opposition, besonders als Anwalt für strafverfolgte Studenten. In dieser Zeit vertrat er offen politische Positionen, die denen der SED stark ähnelten, und pflegte Kontakte zu Vertretern der DDR und der Sowjetunion. Im Sommer 2011 berichtete Bild am Sonntag über angebliche Erkenntnisse der Staatsanwaltschaft Berlin, Mahler habe von 1967 bis 1970 dem Ministerium für Staatssicherheit der DDR zugearbeitet. Der Artikel wurde von zahlreichen Medien aufgegriffen und erreichte große öffentliche Aufmerksamkeit. Die Staatsanwaltschaft dementierte die Darstellung jedoch umgehend in einer Pressemitteilung, und Mahler selbst schloss jegliche Zusammenarbeit mit der Stasi aus.
Er verteidigte bis 1970 unter anderem Beate Klarsfeld, die Kommunarden Fritz Teufel und Rainer Langhans, den Studentenführer Rudi Dutschke, den 1967 wegen Demonstrationsdelikten angeklagten Peter Brandt und die Kaufhaus-Brandstifter Andreas Baader und Gudrun Ensslin. Im Verfahren gegen den Polizeibeamten Karl-Heinz Kurras, der Benno Ohnesorg erschossen hatte, vertrat Mahler die Familie Ohnesorg, die als Nebenkläger auftrat.
Am 1. Mai 1969 gründete Mahler mit Klaus Eschen, Ulrich K. Preuß und Hans-Christian Ströbele das Sozialistische Anwaltskollektiv in Berlin, das bis zur Gründung des Republikanischen Anwältinnen- und Anwältevereins 1979 bestand. Am 10. November 1969 wurde er im Zusammenhang der sogenannten Osterunruhen von 1968 als Rädelsführer angeklagt. In dem Verfahren, in dem auch Axel Springer in den Zeugenstand treten musste, wurde Mahler von Otto Schily und Kurt Groenewold verteidigt. Im Jahr 1970 war er an der Gründung der RAF beteiligt und plante die Baader-Befreiung und drei Banküberfälle im September 1970 mit. Nach Baaders Befreiung flüchtete er mit über 20 weiteren RAF-Mitgliedern nach Jordanien, um sich dort für den „bewaffneten Kampf“ ausbilden zu lassen.
Am 8. Oktober 1970 wurde er in Berlin verhaftet und später wegen Bankraubs und Gefangenenbefreiung zu 14 Jahren Freiheitsstrafe verurteilt. Seine Verteidigung übernahmen Hans-Christian Ströbele und Otto Schily. Der spätere Bundesinnenminister Schily brachte ihm die Gesamtausgabe von Hegels Werken ins Gefängnis, deren Lektüre Mahler nach eigenen Angaben maßgeblich beeinflusste.
Mahler sagte sich im Gefängnis von der RAF los und wandte sich dann der maoistischen Kleinpartei KPD-AO zu. 1974 wurde Mahler aus der RAF ausgeschlossen.
Am 27. Februar 1975 entführte die „Bewegung 2. Juni“ Peter Lorenz, den CDU-Spitzenkandidaten bei der Wahl zum Abgeordnetenhaus von Berlin, um die Entlassung Mahlers sowie die von Verena Becker, Gabriele Kröcher-Tiedemann, Rolf Pohle, Ingrid Siepmann und Rolf Heißler zu erpressen. Am 1. März 1975 verkündete Mahler in der ARD-Tagesschau, dass er den Austausch ablehne.
In der Haft führte er Gespräche mit dem Bundesinnenminister Gerhart Baum (FDP), die 1980 als Buch veröffentlicht wurden. Ferner erhielt er Besuch vom Politikwissenschaftler Iring Fetscher und dem Sozialphilosophen Günter Rohrmoser; beide waren Mitglieder der von der sozial-liberalen Bundesregierung eingesetzten Kommission zur Erforschung der geistigen Ursachen des Terrorismus.
1980 erreichte Mahlers Rechtsanwalt, der Bundesvorsitzende der Jungsozialisten Gerhard Schröder, nach Ablauf von zwei Dritteln der Freiheitsstrafe eine Strafaussetzung zur Bewährung. Mahlers ehrenamtlicher Bewährungshelfer war der evangelische Theologe Helmut Gollwitzer. Nun sympathisierte er mit den Grünen, ehe er 1988 wieder als Rechtsanwalt zugelassen wurde, was ihm Gerhard Schröder ermöglichte. In diesen Jahren stand Mahler politisch der FDP nahe. Mahler und Schröder standen damals im persönlichen Kontakt zu dem Stuttgarter Sozialphilosophen Günter Rohrmoser.

### Hinwendung zum Rechtsextremismus
Mahler hielt am 1. Dezember 1997 in Stuttgart eine Laudatio zu Günter Rohrmosers 70. Geburtstag vor dessen Gästen, darunter Hans Filbinger. Darin forderte er unter anderem, das „besetzte“ Deutschland müsse sich von seiner „Schuldknechtschaft“ zum aufrechten Gang seiner „nationalen Identität“ befreien. Dies sahen ehemalige Weggefährten im SDS wie Günter Langer ebenso wie der Politikwissenschaftler Alfred Schobert als Coming-out einer konservativen oder rechtsradikalen Gesinnung. Rohrmoser dagegen erklärte 1998, bezüglich der „die Religion und die sittliche Substanz zerstörenden Wirkung der 68er“ seien seine und Mahlers Positionen identisch, und gegenüber deren kulturrevolutionären Zielen charakterisierte er Mahlers Haltung als „national-christlichen Konservativismus“. Anschließend gab Mahler der Wochenzeitung Junge Freiheit ein Interview und veröffentlichte ab dem 17. April 1998 dort einige Artikel. Im Dezember 1998 war er zusammen mit Bernd Rabehl und Peter Furth Referent bei den „Bogenhausener Gesprächen“ der Münchener Burschenschaft Danubia.
1998 war er Begründer der deutschnationalen Bürgerbewegung Für Unser Land. Diese rief alle Deutschen auf, sich ihr anzuschließen, „damit Deutschland deutsch bleibt.“ Er veranstaltete zusammen mit dem Funktionär des Bundes freier Bürger, Torsten Witt, Montagsdemonstrationen mit Teilnehmern wie Andreas Storr, unter anderem gegen das geplante Holocaust-Mahnmal, zuerst in Berlin, später auch in Frankfurt am Main.
1999 begrüßte Mahler Oskar Lafontaines Eintreten für die Tobin-Steuer: Erstmals seit Adolf Hitler habe ein deutscher Politiker „einen Unterschied gemacht zwischen dem schaffenden Kapital und dem raffenden Kapital“. In der Folgezeit kam Mahler in Kontakt zu NPD-Mitgliedern. Mit Franz Schönhuber veröffentlichte Mahler im Jahr 2000 das Buch Schluß mit dem deutschen Selbsthaß. Der Liedermacher Frank Rennicke war Mahlers erster Mandant aus der rechtsextremen Szene.

### Mitglied der NPD
Am 12. August 2000 trat Mahler in die NPD ein. In seiner Presseerklärung dazu hieß es, er halte das Grundgesetz für ein „Provisorium für die Übergangszeit bis zur Wiederherstellung der Handlungsfähigkeit des Deutschen Reiches“. Von 2001 bis 2003 vertrat Mahler die NPD vor dem Bundesverfassungsgericht, als die Bundesregierung erfolglos versuchte, ein Verbot der NPD zu erreichen. Seine Schriftsätze an das Gericht bestanden großenteils aus ideologischen Textpassagen unterschiedlicher Herkunft. Er argumentierte auch mit eigenen Erfahrungen seiner APO-Zeit mit dem V-Mann Peter Urbach.
Im Jahr 2003, nach der Einstellung des Verbotsverfahrens, trat Mahler wieder aus der NPD aus mit der Begründung: „Die NPD ist eine am Parlamentarismus ausgerichtete Partei, deshalb unzeitgemäß und – wie das parlamentarische System selbst – zum Untergang verurteilt.“

### Nach dem NPD-Austritt
Im November 2003 gründete Mahler den 2008 als verfassungsfeindlich verbotenen Verein zur Rehabilitierung der wegen Bestreitens des Holocaust Verfolgten, dem neben ihm selbst eine Reihe bekannter Holocaustleugner angehörten.
Mahler vertrat seit seiner Haftentlassung auch antisemitische Positionen. Grundlage war eine antisemitische Interpretation des deutschen Idealismus, in der er Deutschtum und Judentum einander dialektisch gegenübergestellt sah. Von der Überwindung dieses Gegensatzes erhoffte er sich die Herausarbeitung des „objektiven Geistes“. Ab Februar 2004 stand er als Mitgründer des rechtsextremen Deutschen Kollegs zusammen mit Reinhold Oberlercher und Uwe Meenen wegen Volksverhetzung vor dem Landgericht Berlin. Grund war ein Pamphlet mit dem Titel Ausrufung des Aufstandes der Anständigen, das am 15. Oktober 2000, kurz nach Gerhard Schröders Aufruf zum „Aufstand der Anständigen“, im Internet veröffentlicht worden war. In diesem Text forderten sie unter anderem das Verbot der jüdischen Gemeinden in Deutschland sowie die Ausweisung aller Asylbewerber und „aller arbeitslos gewordenen Ausländer“. Mahler wurde zudem vorgeworfen, dass im September 2002 mit seiner Billigung in der Parteizentrale der NPD in Berlin-Köpenick ein Schriftstück an Journalisten verteilt worden war, in dem Hass gegen Juden als „untrügliches Zeichen eines intakten spirituellen Immunsystems“ bezeichnet wurde.
Nachdem er während des Prozesses den Richtern, den Schöffen und dem Staatsanwalt die Todesstrafe nach dem Reichsstrafgesetzbuch angedroht und im Gericht antisemitische Äußerungen getätigt hatte, erteilte das Amtsgericht Tiergarten Mahler am 8. April 2004 ein vorläufiges Berufsverbot. Ähnliche Todesdrohungen gingen an die Abgeordneten des Deutschen Bundestages und zwei Rechtsanwälte der Partei Bündnis 90/Die Grünen. Wegen der antisemitischen Kommentare erhob die Staatsanwaltschaft eine neue Anklage. Während des Prozesses ordnete das Landgericht an, Mahler von einem psychiatrischen Sachverständigen begutachten zu lassen. Er wurde schließlich zu einer Freiheitsstrafe von neun Monaten verurteilt. Da Mahler mit dem Deutschen Kolleg für die Errichtung eines „4. Reiches“ eintrat und als letzten in Deutschland gültigen Rechtsstand den Tag der bedingungslosen Kapitulation der Wehrmacht ansah, erhielten er und seine Argumente Bekanntheit in der Reichsbürgerbewegung, die die Rechtmäßigkeit der Bundesrepublik abstreitet.
Laut Mahler arbeiteten die Juden „bewußt an der Zersetzung der Volksgeister und erstreben die Herrschaft über die Völker“. Deshalb seien, so Mahler, „auch die Protokolle der Weisen von Zion – auch wenn es sich dabei um eine Fälschung handelt – authentische Zeugnisse des jüdischen Geistes“. Noch kurz vor seiner Haftentlassung 2020 äußerte Mahler, es bestehe eine „jüdische Fremdherrschaft über das deutsche Volk“. „Deutschwillige Deutsche“ seien „im jüdischen Machtbereich vogelfrei“.
Um Mahlers Teilnahme an der Teheraner Holocaustleugnungs-Konferenz am 11./12. Dezember 2006 zu verhindern, wurde ihm im Januar 2006 von den brandenburgischen Behörden für einen Zeitraum von sechs Monaten der Reisepass entzogen. Das Innenministerium begründete dies damit, dass Mahler mit erneuten antisemitischen Äußerungen auf dieser Konferenz das Ansehen der Bundesrepublik Deutschland erheblich beschädigen würde. Dies sei rechtlich zu unterbinden.
In einem weiteren Prozess wegen Volksverhetzung, bei dem ihn die Rechtsextremistin und Holocaustleugnerin Sylvia Stolz anwaltlich vertrat, wurde Mahler erneut verurteilt.

### Verurteilung am Landgericht Cottbus 2008
Bei seinem Haftantritt am 15. November 2006 zum geschlossenen Vollzug in der Justizvollzugsanstalt Cottbus-Dissenchen zeigte Mahler nach Polizeiangaben den Hitlergruß und rief etwa 35 Anhängern „Heil“ zu. Dafür verurteilte ihn das Landgericht Cottbus am 22. Juli 2008 zu weiteren elf Monaten Freiheitsstrafe ohne Bewährung. Gegen ein vorausgegangenes Urteil des Amtsgerichts Cottbus (mit einem Strafmaß von sechs Monaten) hatten Anklage und Verteidigung Berufung eingelegt. Beim Landgericht Potsdam lagen weitere Anklagen wegen Volksverhetzung gegen Mahler vor. Die Süddeutsche Zeitung berichtete am 23. November 2007 von einem Einschreiben Mahlers an den Bürgermeister seines Wohnorts Ebersberg. Darin leugnete er erneut den Holocaust und verherrlichte den Nationalsozialismus.

### Verurteilung am Amtsgericht Erding 2008
In einem im September 2007 geführten Interview mit der Zeitschrift Vanity Fair begrüßte Mahler seinen Interviewpartner Michel Friedman mit den Worten: „Heil Hitler, Herr Friedman“ und leugnete im Gesprächsverlauf den Holocaust. Am 28. April 2008 wurde er deshalb vom Amtsgericht Erding wegen Volksverhetzung und Beleidigung zu zehn Monaten Freiheitsstrafe ohne Bewährung verurteilt. Mahler legte Revision gegen das Urteil ein. Seine Äußerungen gegenüber Friedman bestritt er nicht. Die Revision wurde 2009 als unbegründet verworfen.

### Verurteilung am Landgericht München II 2009
Mahler strebte eine Reihe weiterer Strafprozesse an, um sie als Bühne für seine Zwecke zu instrumentalisieren. „Ich sitze hier, weil ich hier sitzen will“, sagte Mahler am 12. Januar 2009 dem Richter bei der Eröffnung eines der vielen Verfahren und leugnete vor Gericht zugleich erneut den Holocaust. Zuvor hatte er Strafanzeige gegen sich selbst erstattet.
Am 25. Februar 2009 wurde er vom Landgericht München II wegen Volksverhetzung zu einer Freiheitsstrafe von sechs Jahren verurteilt. Das Urteil ist seit dem 10. August 2009 rechtskräftig.

### Verurteilung am Landgericht Potsdam 2009
Durch Urteil der 4. großen Strafkammer des Landgerichts Potsdam vom 11. März 2009 ist Horst Mahler erneut wegen Volksverhetzung in 15 Fällen – unter Einbeziehung der Strafen aus Urteilen des Landgerichts Hamburg vom 20. Januar 2005 und des Amtsgerichts Mainz vom 9. September 2002 – zu einer Gesamtstrafe von zwei Jahren und vier Monaten, außerdem wegen Volksverhetzung in vier Fällen zu einer Gesamtstrafe von zwei Jahren und zehn Monaten verurteilt worden. Mit den Verurteilungen des Landgerichts München II vom Februar 2009 ist Mahler wegen Volksverhetzung zu insgesamt zwölf Jahren Freiheitsstrafe verurteilt worden.
Mitte Juli 2009 wurde ihm von der Anwaltskammer Berlin die Zulassung als Rechtsanwalt entzogen.

### Strafvollzug in der JVA Brandenburg a. d. Havel
Seine Strafe verbüßte er in der Justizvollzugsanstalt Brandenburg a. d. Havel. In der Zeit von November 2012 bis März 2013 schrieb er auf einem Computer im Gefängnis ein umfangreiches Werk unter dem Titel Das Ende der Wanderschaft – Gedanken über Gilad Atzmon und die Judenheit, in dem er sich in seinen Thesen explizit auf den jüdischen Israelkritiker Gilad Atzmon bezog. Teile dieser Schrift wurden später im Internet veröffentlicht. Der mehr als 200 Seiten umfassende Text wurde als antisemitisch eingestuft, der Computer daraufhin beschlagnahmt und Kontakte nach außen streng kontrolliert. Die Staatsanwaltschaft Cottbus erhob im Mai 2014 deswegen Anklage wegen Volksverhetzung gegen Mahler.

### Krankheitsbedingte Haftunterbrechung
Im Juli 2015 gewährte die Staatsanwaltschaft Potsdam Mahler aufgrund seines schlechten Gesundheitszustandes Haftunterbrechung. Im Zuge einer Infektion, in deren Verlauf ihm der linke Unterschenkel amputiert werden musste, entwickelte Mahler eine Sepsis. Wegen des akut lebensbedrohlichen Zustandes wurde er vom Gefängniskrankenhaus auf die Intensivstation des Städtischen Klinikums Brandenburg verlegt. Anfang August 2015 hatte sich sein Gesundheitszustand so weit verbessert, dass er eine Rehabilitation plante. Im September 2015 entschied die Strafvollstreckungskammer des Landgerichts Potsdam, dass der aufgrund des gesundheitlichen Zustandes haftverschonte Horst Mahler nach Verbüßung von zwei Dritteln der zehnjährigen Haftstrafe auf Bewährung freikommen sollte. Die Staatsanwaltschaft München II legte dagegen Beschwerde ein.
Anfang 2016 hob das Oberlandesgericht Brandenburg die Aussetzung der Strafe zur Bewährung auf. Die Justizvollzugsanstalt wie auch die Staatsanwaltschaft hatten sich gegen eine vorzeitige Entlassung ausgesprochen, da weitere Straftaten zu erwarten seien und Mahler eine „verfestigte kriminelle Persönlichkeitsstruktur“ aufweise. Dieser Auffassung folgte das Oberlandesgericht Brandenburg und stellte fest, dass eine positive Sozialprognose für ein straffreies Leben nicht zu erwarten sei. Der Berliner Tagesspiegel berichtete im März 2017, dass Mahler wegen Strafausstandes auf freiem Fuß sei. Die zuständige Münchener Staatsanwaltschaft kommentiere diesen Entscheid nicht, weil Vollstreckungsverfahren „grundsätzlich nicht öffentlich“ seien. Diesem Bericht zufolge nutzte Mahler die Unterbrechung, um erneut mit Vorträgen in rechtsextremen Kreisen, insbesondere NPD-Veranstaltungen, aufzutreten.

### Festnahme nach Haftentzug durch Flucht
Am 19. April 2017 wurde von Mahler ein Video veröffentlicht, in dem er seine Weigerung verkündete, die Haft wieder anzutreten. Seitdem befand er sich auf der Flucht. Die Staatsanwaltschaft München II stellte einen Europäischen Haftbefehl aus. Am 15. Mai 2017 wurde bekannt, dass Mahler in Ungarn in einem persönlich an Viktor Orbán gerichteten Schreiben um Asyl gebeten hatte, dann aber von den ungarischen Behörden in Sopron an der Grenze zu Österreich festgenommen wurde und vorerst in Abschiebehaft gesetzt wurde. Am 6. Juni 2017 wurde ein Beschluss des Budapester Stadtgerichts zur Auslieferung an Deutschland bekannt. Mahler wurde rund eine Woche später am Budapester Flughafen den deutschen Behörden übergeben. Er wurde zurück in die Justizvollzugsanstalt Brandenburg a. d. Havel gebracht, um seine Reststrafe von dreieinhalb Jahren abzusitzen. Mahler war wegen der Nähe zu seinem Wohnort in Kleinmachnow, seiner letzten Meldeadresse vor der Inhaftierung, in Brandenburg inhaftiert.
2018 musste Mahler auch der rechte Unterschenkel amputiert werden. Daraufhin von Mahler und der Haftanstalt Brandenburg wegen „multimorbider Krankheiten“ gestellte Entlassungsgesuche lehnte die Staatsanwaltschaft München II Ende November 2018 trotz des zu erwartenden Todes mit der Begründung ab, bei „der erforderlich werdenden palliativen Betreuung in der letzten Lebensphase“ sei das Anstaltskrankenhaus ausreichend, auch könne Mahler zur Not in eine externe Klinik verlegt und dort bewacht werden. Sie ginge davon aus, dass „ein Ableben nach den ärztlichen Berichten wahrscheinlich“ sei. Ferner führte die Staatsanwaltschaft angesichts der erheblichen Taten Mahlers und seines Verhaltens während der Haftunterbrechung „überwiegende öffentliche Sicherheitsinteressen“ an, denn es lasse sich bei ihm nicht „mit der erforderlichen Sicherheit ausschließen, dass weitere Straftaten begangen werden“.
Mahler wurde am 27. Oktober 2020 aus der Haft in der JVA Brandenburg entlassen. Die Staatsanwaltschaft München II hatte Führungsaufsicht beantragt, in deren Rahmen ihm die Veröffentlichung von Text- und Sprachbeiträgen verboten wurde, wenn er nicht vorher den Text beim Landeskriminalamt einreichte.

### Zweiter Prozess vor dem Landgericht Potsdam
Ab dem 29. November 2022 stand Mahler wegen elf Fällen von Volksverhetzung und Leugnung des nationalsozialistischen Völkermordes erneut vor Gericht. Er solle zwischen 2013 und 2017, teilweise aus dem Gefängnis heraus, über verschiedene E-Mails und Internetseiten den Kampf des „deutschen Volksgeistes“ gegen das Judentum beschworen haben. Im April 2023 wurde der Prozess wegen Mahlers Gesundheitszustand vorläufig eingestellt.

### Vorträge im Collegium Humanum
Mahler war regelmäßiger Gast und Vortragender im Collegium Humanum, einer von dem rechtsextremen Pfarrer Werner Georg Haverbeck der Christengemeinschaft und seiner mehrfach wegen Holocaustleugnung verurteilten Frau Ursula Haverbeck gegründeten Einrichtung. Der Verein zur Rehabilitierung der wegen Bestreitens des Holocaust Verfolgten, dessen Gründungsmitglied Mahler war, tagte ebenfalls oft im Collegium Humanum.

## Film
- Die Anwälte – Eine deutsche Geschichte (2007–2009), Regie: Birgit Schulz, Website mit Filmtrailer.